# Фарнак I (министар)
Фарнак I (око 565. п. н. е. - ?) је био персијски племић, син Арсама, стриц Дарија И Великог, и министар финансија од 506. до497. п. н. е.

## Историјски извори
Farnak I (еламски Парнака) је био син Арсама који је припадао огранку персијске краљевске династије Ахеменида, односно рођак Кира Великог по прадеди Теиспу. Према записима на клинастом писму пронађеним у Вавилонији, Фарнаков надређени је био Гобриас II, вавилонскисатрап. Године 522. п. н. е. на персијски престо долази узурпатор Гаумата који је исте године свргнут, а наслеђује га Дарије I , Фарнаков нећак.

## Политички живот
Фарнак I је постао човек од велике важности на краљевском двору свог нећака, владараДарија I. Према глиненим записима пронађеним у Перзеполису, Фарнак се спомиње као пердијски министар финансија (перс. ганзабара) који је обављао ту дужност од 506. до 497. п. н. е.Такође, Фарнак је био задужен и за издавање путних исправа, именовање судија, као и за надзор рачуновођа и трговине. Порез у Персијском царству се прикупљао углавном у злату и сребру, а чувари ризнице су били врло добро плаћени будући да су били особе од велике одговорности. Фарнак I је имао сина Артабаза I који је 477. п. н. е. именован је за сатрапа Фригије, а његови потомци владали су том покрајином више од века па се често називају Фарнакидском династијом.